# 康頓議會
34°03′S 150°42′E / 34.050°S 150.700°E
康頓議會是澳大利亞雪梨大都會內西南部的一個地方政府；與臥龍迪利郡、金寶鎮市同屬新南威爾斯州內的麥克阿瑟地區。
康頓議會近年來有許多自市區週圍遷居至此的新住民。北部有許多新興住宅區（8,000戶）；中部的桂格里山（2,600戶）；南部尚於規劃和開發中。
現任首長為Chris Patterson，副首長是Greg Warren。康頓議會由9位議員所組成，自3個選區－北、中、南選舉產生。於南區選出的有Debby Dewbery、Chris Patterson、Eva Campbell；中區為Greg Warren、Cindy Cagney、Fred Anderson；北區是David Funnell、Lara Symkowiak、Michael Cottrell。
近年康頓最大的建設申請案件為2007年11月初，由議會所通過的伊斯蘭教會學校（屬可蘭社區），此將斥資澳幣$1900萬，落成後可招募1,200名學生。

## 議會
康頓議會有議席9座，全市分3選區，各區選出議員3名代表市民和納稅人問政；市長非直選。